# Mont Sen
Le mont Sen (千ヶ峰, Sen-ga-mine) est une montagne au Japon culminant à 1 005 m d'altitude, dans les monts Chūgoku, et située à la limite des villes de Taka et Kamikawa dans la préfecture de Hyōgo. C'est une importante partie du parc naturel préfectoral Kasagatayama-Sengamine.
Le mont Sen est la montagne de plus de 1 000 m d'altitude la plus orientale des monts Chūgoku. C'est un exemple typique de bloc faillé dans ce secteur.
Avec le mont Seppiko, le mont Sen fait partie des 100 paysages du Japon de l'ère Shōwa, liste de célèbres sites pittoresques au Japon dressée en 1927, une année après que Hirohito est devenu empereur du Japon.